# Armand Claude Mollet
Pour les articles homonymes, voir Mollet (homonymie).
Armand-Claude Mollet est un architecte français, né à Paris en 1660, et mort à Paris, dans son logement du Louvre, le 23 janvier 1742.

## Biographie
Il est issu d'une célèbre dynastie de jardiniers, fils de Charles Mollet, jardinier au Louvre, petit-fils de Claude II Mollet et arrière-petit-fils de Claude I Mollet. La charge de dessinateur des jardins du roi lui revient après la mort de son père, mais il préfère se tourner vers l'architecture, et entre à l'Académie royale d'architecture en 1699.
En 1692, il lui a été accordé la charge de jardinier du Petit Jardin devant le château du Louvre par démission de son père, Charles Mollet, sous condition de survivance au profit de son fils.
Il a construit l'hôtel d'Humières, vers 1716. Cet hôtel a été démoli en 1905.
Il a également décorer les intérieurs de l'hôtel du Maine, pour le duc et la duchesse du Maine.
En 1718, il vend un terrain en sa possession, dans le faubourg Saint-Honoré, à Louis Henri de La Tour d'Auvergne, comte d'Évreux, qui le charge de construire un hôtel, édifié et décoré entre 1718 et 1722 : c'est le futur palais de l'Élysée. Il est également intervenu sur différents hôtels particuliers à Paris.
En 1723 il est l'architecte de l'hôtel Bataille de Francès, place Vendôme.
Il a construit le château de Stains pour Toussaint Bellanger (vers 1662-1740), garde du Sceau de la chancellerie de France après avoir été notaire au Châtelet de Paris entre 1690 et 1710. Ce dernier avait acquis la seigneurie de Stains de Charles-Louis Félix le 13 mai 1714.
Il est fait chevalier de l'ordre de Saint-Michel le 11 mai 1732.
Il s'est marié en 1691 avec Françoise-Andrée Bombe, nièce de Françoise Langlois mariée à André Le Nôtre. De cette union sont nés six enfants, dont deux fils architectes, André-Armand Mollet et Louis-François Mollet, deux autres ont été abbés, le cadet, Mathieu était gentilhomme, maréchal des logis de la Reine. Sa fille, Françoise Toussaint Mollet, a été mariée avec Jules-Martin Desjardins, sculpteur du roi, décédée le 3 décembre 1750.
Armand Claude Mollet était logé par le roi à Paris et à Versailles, respectivement dans un logement au Louvre et à l'hôtel de Seignelay. Il était propriétaire d'une maison de campagne aux Moulineaux, au bas Meudon.

## Travaux

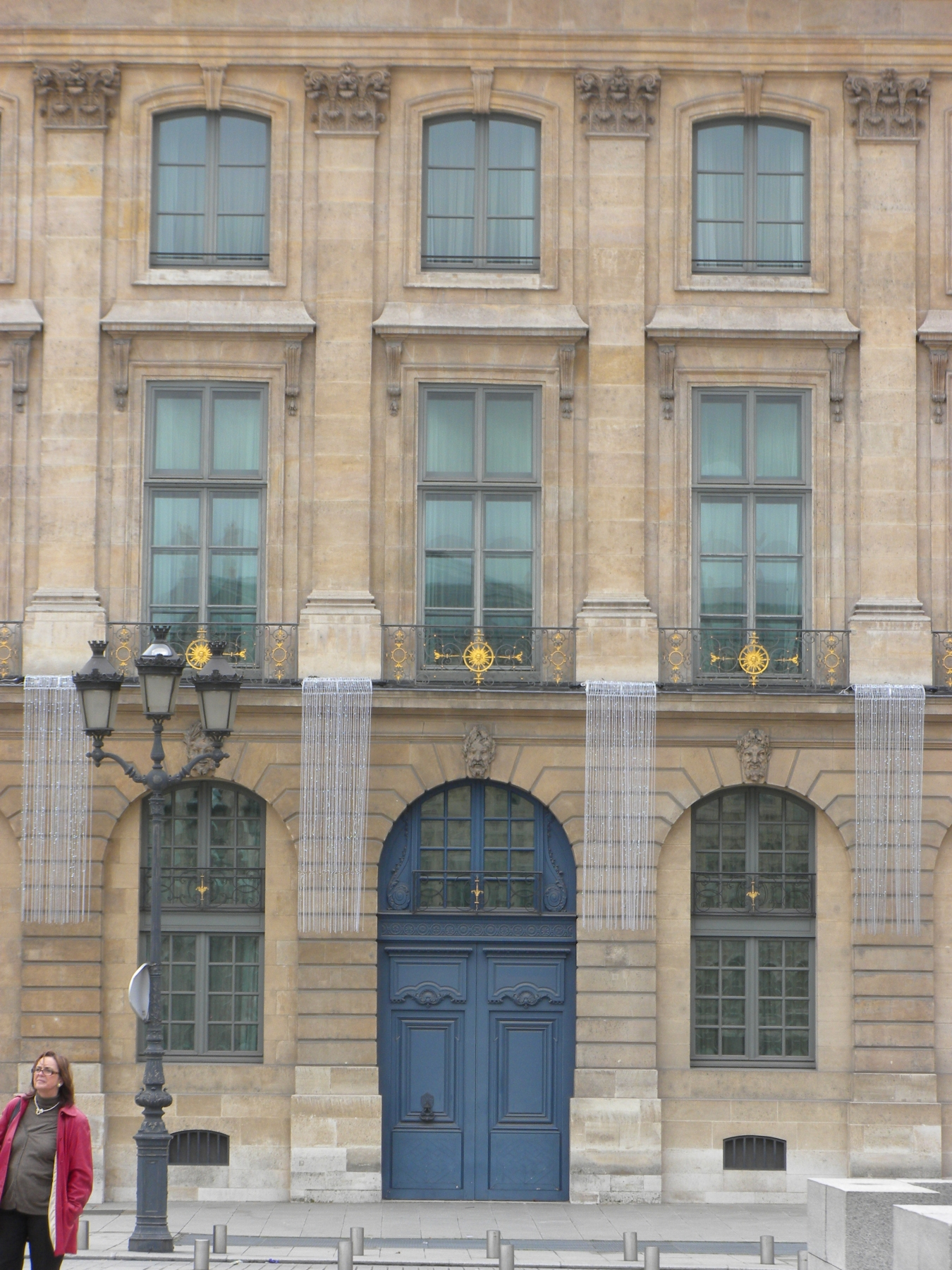
Hôtel Bataille de Francès, construit en 1705.
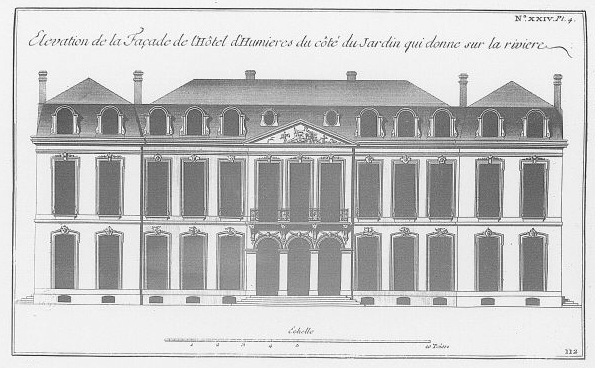
L'Hôtel d'Humières, construit vers 1716 et démoli en 1905.
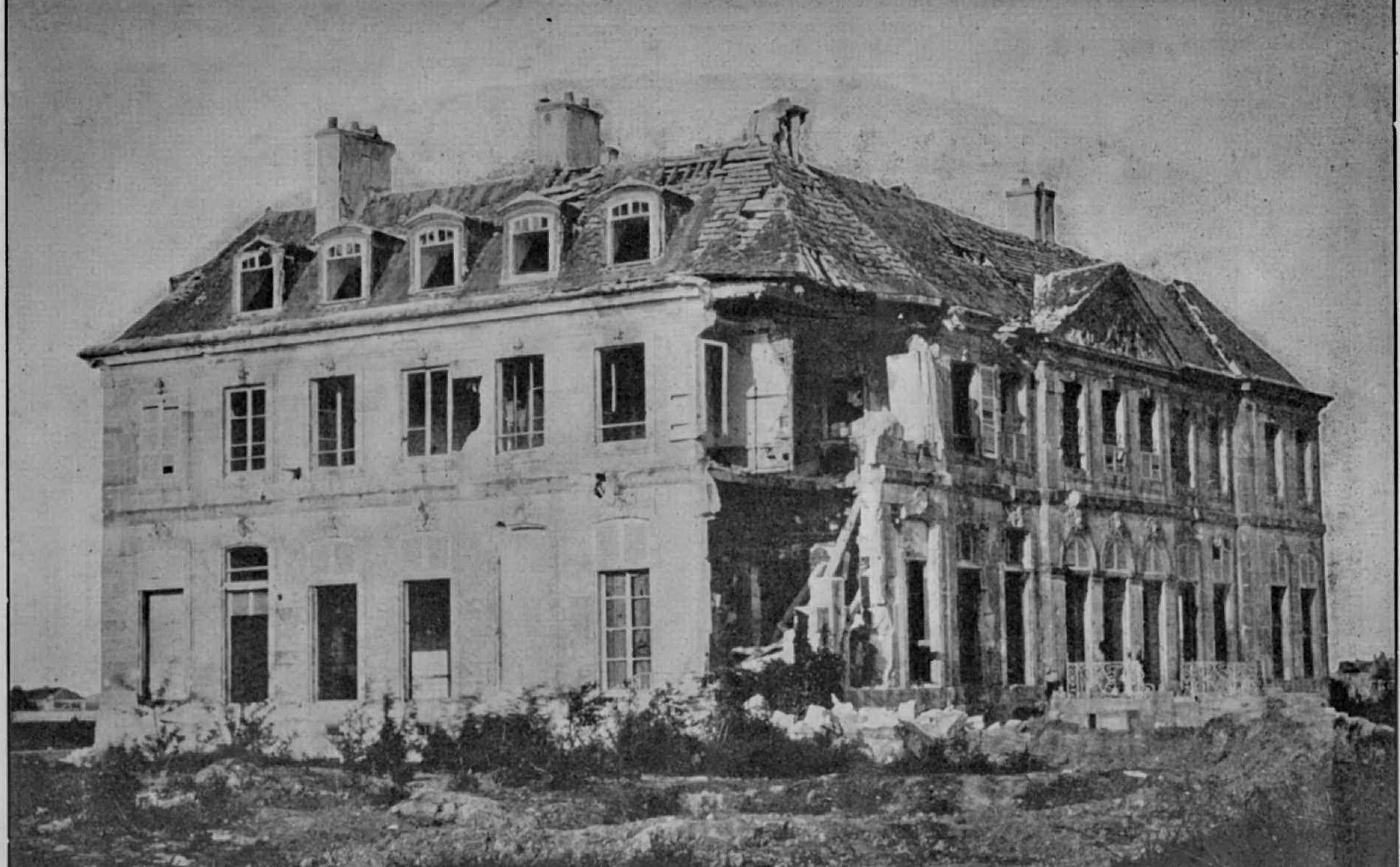
Le Château de Stains (ici en 1870, endommagé lors de la guerre franco-prussienne), rasé en 1884.
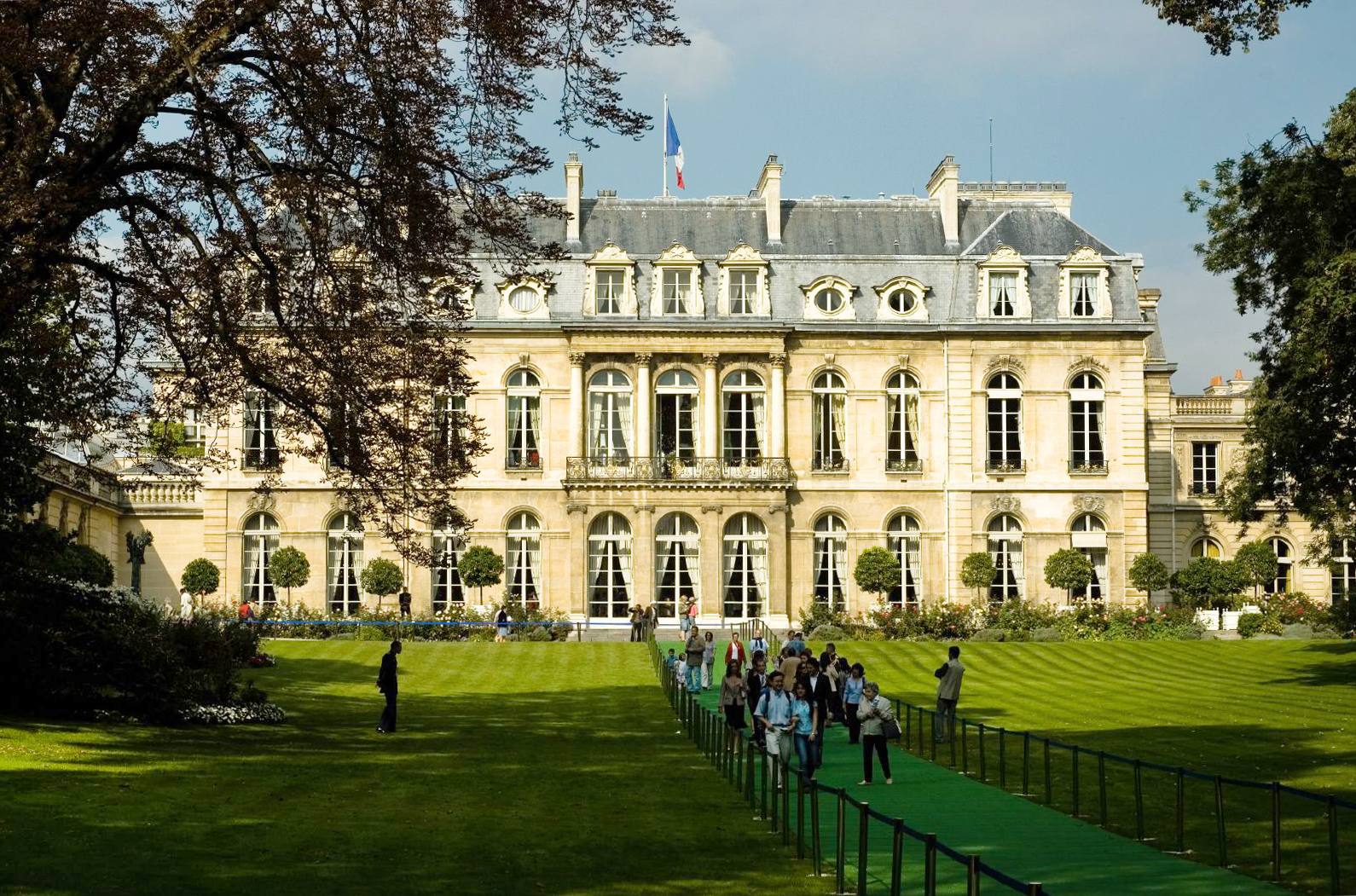
Le Palais de l'Élysée (côté jardin), construit à partir de 1718.

## Généalogie simplifiée
Les généalogies de la famille Mollet données dans les livres de Dominique Garrigues, Jardins et jardiniers de Versailles au grand siècle, p. 309-310, et de Patricia Bouchenot-Déchin, André Le Nôtre, sont différentes. Le début de l'arbre proposé est celui de Dominique Garrigues, la fin, celui de Patricia Bouchenot-Déchin.
|  |  |  |  |                                                                       |                                                                       |                                                                       |                                                                       | | | | | | |                                                                       |                                                                       |                                                                       |                                                                       |                                                                       |                                                                       |                                                                   |                                                                   |                                                                   |                                                                   |                                                                   |                                                                   |                                                                 |                                                                 |                                                                 |                                                                 |                                                                 |                                                                 |                                 |                                 |  |  | Jean I Mollet laboureur                                                                |                                                                                        |                                                                                        |                                                                                        |                                                                                        |                                                                                        |  |  |  |  |                                                           |                                                           |                                                           |                                                           |                                                           |                                                           |                                                                  |                                                                  |                                                                  |                                                                  |                                                                  |                                                                  |  |  |  |  |  |  |  |  |  |  |                              |                              |                              |                              |                              |                              |  |  |  |  |  |  |
|  |  |  |  |                                                                       |                                                                       |                                                                       |                                                                       | | | | | | |                                                                       |                                                                       |                                                                       |                                                                       |                                                                       |                                                                       |                                                                   |                                                                   |                                                                   |                                                                   |                                                                   |                                                                   |                                                                 |                                                                 |                                                                 |                                                                 |                                                                 |                                                                 |                                 |                                 |  |  |                                                                                        |                                                                                        |                                                                                        |                                                                                        |                                                                                        |                                                                                        |  |  |  |  |                                                           |                                                           |                                                           |                                                           |                                                           |                                                           |                                                                  |                                                                  |                                                                  |                                                                  |                                                                  |                                                                  |  |  |  |  |  |  |  |  |  |  |                              |                              |                              |                              |                              |                              |  |  |  |  |  |  |
|  |  |  |  |                                                                       |                                                                       |                                                                       |                                                                       | | | | | | |                                                                       |                                                                       |                                                                       |                                                                       |                                                                       |                                                                       |                                                                   |                                                                   |                                                                   |                                                                   |                                                                   |                                                                   |                                                                 |                                                                 |                                                                 |                                                                 |                                                                 |                                                                 |                                 |                                 |  |  | Jacques I Mollet jardinier du duc d'Aumale                                             |                                                                                        |                                                                                        |                                                                                        |                                                                                        |                                                                                        |  |  |  |  |                                                           |                                                           |                                                           |                                                           |                                                           |                                                           |                                                                  |                                                                  |                                                                  |                                                                  |                                                                  |                                                                  |  |  |  |  |  |  |  |  |  |  |                              |                              |                              |                              |                              |                              |  |  |  |  |  |  |
|  |  |  |  |                                                                       |                                                                       |                                                                       |                                                                       | | | | | | |                                                                       |                                                                       |                                                                       |                                                                       |                                                                       |                                                                       |                                                                   |                                                                   |                                                                   |                                                                   |                                                                   |                                                                   |                                                                 |                                                                 |                                                                 |                                                                 |                                                                 |                                                                 |                                 |                                 |  |  |                                                                                        |                                                                                        |                                                                                        |                                                                                        |                                                                                        |                                                                                        |  |  |  |  |                                                           |                                                           |                                                           |                                                           |                                                           |                                                           |                                                                  |                                                                  |                                                                  |                                                                  |                                                                  |                                                                  |  |  |  |  |  |  |  |  |  |  |                              |                              |                              |                              |                              |                              |  |  |  |  |  |  |
|  |  |  |  |                                                                       |                                                                       |                                                                       |                                                                       | | | | | | |                                                                       |                                                                       |                                                                       |                                                                       |                                                                       |                                                                       |                                                                   |                                                                   |                                                                   |                                                                   |                                                                   |                                                                   |                                                                 |                                                                 |                                                                 |                                                                 |                                                                 |                                                                 |                                 |                                 |  |  | Claude I Mollet (1557-1647) premier jardinier du roi                                   |                                                                                        |                                                                                        |                                                                                        |                                                                                        |                                                                                        |  |  |  |  |                                                           |                                                           |                                                           |                                                           |                                                           |                                                           |                                                                  |                                                                  |                                                                  |                                                                  |                                                                  |                                                                  |  |  |  |  |  |  |  |  |  |  |                              |                              |                              |                              |                              |                              |  |  |  |  |  |  |
|  |  |  |  |                                                                       |                                                                       |                                                                       |                                                                       | | | | | | |                                                                       |                                                                       |                                                                       |                                                                       |                                                                       |                                                                       |                                                                   |                                                                   |                                                                   |                                                                   |                                                                   |                                                                   |                                                                 |                                                                 |                                                                 |                                                                 |                                                                 |                                                                 |                                 |                                 |  |  |                                                                                        |                                                                                        |                                                                                        |                                                                                        |                                                                                        |                                                                                        |  |  |  |  |                                                           |                                                           |                                                           |                                                           |                                                           |                                                           |                                                                  |                                                                  |                                                                  |                                                                  |                                                                  |                                                                  |  |  |  |  |  |  |  |  |  |  |                              |                              |                              |                              |                              |                              |  |  |  |  |  |  |
|  |  |  |  |                                                                       |                                                                       |                                                                       |                                                                       | | | | | | |                                                                       |                                                                       |                                                                       |                                                                       |                                                                       |                                                                       |                                                                   |                                                                   |                                                                   |                                                                   |                                                                   |                                                                   |                                                                 |                                                                 |                                                                 |                                                                 |                                                                 |                                                                 |                                 |                                 |  |  |                                                                                        |                                                                                        |                                                                                        |                                                                                        |                                                                                        |                                                                                        |  |  |  |  |                                                           |                                                           |                                                           |                                                           |                                                           |                                                           |                                                                  |                                                                  |                                                                  |                                                                  |                                                                  |                                                                  |  |  |  |  |  |  |  |  |  |  |                              |                              |                              |                              |                              |                              |  |  |  |  |  |  |
|  |  |  |  | Pierre Mollet (vers 1595-1660) jardinier aux Tuileries                | Pierre Mollet (vers 1595-1660) jardinier aux Tuileries                | Pierre Mollet (vers 1595-1660) jardinier aux Tuileries                | Pierre Mollet (vers 1595-1660) jardinier aux Tuileries                | Pierre Mollet (vers 1595-1660) jardinier aux Tuileries                                                                  | Pierre Mollet (vers 1595-1660) jardinier aux Tuileries                                                                  | | | | |                                                                       |                                                                       |                                                                       |                                                                       |                                                                       |                                                                       | Claude 2 Mollet (mort en septembre 1664) premier jardinier du roi | Claude 2 Mollet (mort en septembre 1664) premier jardinier du roi | Claude 2 Mollet (mort en septembre 1664) premier jardinier du roi | Claude 2 Mollet (mort en septembre 1664) premier jardinier du roi | Claude 2 Mollet (mort en septembre 1664) premier jardinier du roi | Claude 2 Mollet (mort en septembre 1664) premier jardinier du roi |                                                                 |                                                                 |                                                                 |                                                                 |                                                                 |                                                                 |                                 |                                 |  |  | André Mollet (vers 1600-1665) jardinier du roi au Louvre et aux Tuileries              | André Mollet (vers 1600-1665) jardinier du roi au Louvre et aux Tuileries              | André Mollet (vers 1600-1665) jardinier du roi au Louvre et aux Tuileries              | André Mollet (vers 1600-1665) jardinier du roi au Louvre et aux Tuileries              | André Mollet (vers 1600-1665) jardinier du roi au Louvre et aux Tuileries              | André Mollet (vers 1600-1665) jardinier du roi au Louvre et aux Tuileries              |  |  |  |  |                                                           |                                                           |                                                           |                                                           |                                                           |                                                           | Jacques 2 Mollet (mort en 1622) jardinier du roi à Fontainebleau | Jacques 2 Mollet (mort en 1622) jardinier du roi à Fontainebleau | Jacques 2 Mollet (mort en 1622) jardinier du roi à Fontainebleau | Jacques 2 Mollet (mort en 1622) jardinier du roi à Fontainebleau | Jacques 2 Mollet (mort en 1622) jardinier du roi à Fontainebleau | Jacques 2 Mollet (mort en 1622) jardinier du roi à Fontainebleau |  |  |  |  |  |  |  |  |  |  | Noël Mollet jardinier du roi | Noël Mollet jardinier du roi | Noël Mollet jardinier du roi | Noël Mollet jardinier du roi | Noël Mollet jardinier du roi | Noël Mollet jardinier du roi |  |  |  |  |  |  |
|  |  |  |  | Pierre Mollet (vers 1595-1660) jardinier aux Tuileries                | Pierre Mollet (vers 1595-1660) jardinier aux Tuileries                | Pierre Mollet (vers 1595-1660) jardinier aux Tuileries                | Pierre Mollet (vers 1595-1660) jardinier aux Tuileries                | Pierre Mollet (vers 1595-1660) jardinier aux Tuileries                                                                  | Pierre Mollet (vers 1595-1660) jardinier aux Tuileries                                                                  | | | | |                                                                       |                                                                       |                                                                       |                                                                       |                                                                       |                                                                       | Claude 2 Mollet (mort en septembre 1664) premier jardinier du roi | Claude 2 Mollet (mort en septembre 1664) premier jardinier du roi | Claude 2 Mollet (mort en septembre 1664) premier jardinier du roi | Claude 2 Mollet (mort en septembre 1664) premier jardinier du roi | Claude 2 Mollet (mort en septembre 1664) premier jardinier du roi | Claude 2 Mollet (mort en septembre 1664) premier jardinier du roi |                                                                 |                                                                 |                                                                 |                                                                 |                                                                 |                                                                 |                                 |                                 |  |  | André Mollet (vers 1600-1665) jardinier du roi au Louvre et aux Tuileries              | André Mollet (vers 1600-1665) jardinier du roi au Louvre et aux Tuileries              | André Mollet (vers 1600-1665) jardinier du roi au Louvre et aux Tuileries              | André Mollet (vers 1600-1665) jardinier du roi au Louvre et aux Tuileries              | André Mollet (vers 1600-1665) jardinier du roi au Louvre et aux Tuileries              | André Mollet (vers 1600-1665) jardinier du roi au Louvre et aux Tuileries              |  |  |  |  |                                                           |                                                           |                                                           |                                                           |                                                           |                                                           | Jacques 2 Mollet (mort en 1622) jardinier du roi à Fontainebleau | Jacques 2 Mollet (mort en 1622) jardinier du roi à Fontainebleau | Jacques 2 Mollet (mort en 1622) jardinier du roi à Fontainebleau | Jacques 2 Mollet (mort en 1622) jardinier du roi à Fontainebleau | Jacques 2 Mollet (mort en 1622) jardinier du roi à Fontainebleau | Jacques 2 Mollet (mort en 1622) jardinier du roi à Fontainebleau |  |  |  |  |  |  |  |  |  |  | Noël Mollet jardinier du roi | Noël Mollet jardinier du roi | Noël Mollet jardinier du roi | Noël Mollet jardinier du roi | Noël Mollet jardinier du roi | Noël Mollet jardinier du roi |  |  |  |  |  |  |
|  |  |  |  |                                                                       |                                                                       |                                                                       |                                                                       | | | | | | |                                                                       |                                                                       |                                                                       |                                                                       |                                                                       |                                                                       |                                                                   |                                                                   |                                                                   |                                                                   |                                                                   |                                                                   |                                                                 |                                                                 |                                                                 |                                                                 |                                                                 |                                                                 |                                 |                                 |  |  |                                                                                        |                                                                                        |                                                                                        |                                                                                        |                                                                                        |                                                                                        |  |  |  |  |                                                           |                                                           |                                                           |                                                           |                                                           |                                                           |                                                                  |                                                                  |                                                                  |                                                                  |                                                                  |                                                                  |  |  |  |  |  |  |  |  |  |  |                              |                              |                              |                              |                              |                              |  |  |  |  |  |  |
|  |  |  |  | Suzanne Mollet                                                        | Suzanne Mollet                                                        | Suzanne Mollet                                                        | Suzanne Mollet                                                        | Suzanne Mollet | Suzanne Mollet | | | | | Charles Mollet (mort en 1693) jardinier au Louvre                     | Charles Mollet (mort en 1693) jardinier au Louvre                     | Charles Mollet (mort en 1693) jardinier au Louvre                     | Charles Mollet (mort en 1693) jardinier au Louvre                     | Charles Mollet (mort en 1693) jardinier au Louvre                     | Charles Mollet (mort en 1693) jardinier au Louvre                     |                                                                   |                                                                   |                                                                   |                                                                   |                                                                   |                                                                   | Gabriel Mollet (mort vers 1662) assiste son oncle en Angleterre | Gabriel Mollet (mort vers 1662) assiste son oncle en Angleterre | Gabriel Mollet (mort vers 1662) assiste son oncle en Angleterre | Gabriel Mollet (mort vers 1662) assiste son oncle en Angleterre | Gabriel Mollet (mort vers 1662) assiste son oncle en Angleterre | Gabriel Mollet (mort vers 1662) assiste son oncle en Angleterre |                                 |                                 |  |  | Jean 2 Mollet Jardinier, succède à son père en Suède                                   | Jean 2 Mollet Jardinier, succède à son père en Suède                                   | Jean 2 Mollet Jardinier, succède à son père en Suède                                   | Jean 2 Mollet Jardinier, succède à son père en Suède                                   | Jean 2 Mollet Jardinier, succède à son père en Suède                                   | Jean 2 Mollet Jardinier, succède à son père en Suède                                   |  |  |  |  |                                                           |                                                           |                                                           |                                                           |                                                           |                                                           |                                                                  |                                                                  |                                                                  |                                                                  |                                                                  |                                                                  |  |  |  |  |  |  |  |  |  |  |                              |                              |                              |                              |                              |                              |  |  |  |  |  |  |
|  |  |  |  | Suzanne Mollet                                                        | Suzanne Mollet                                                        | Suzanne Mollet                                                        | Suzanne Mollet                                                        | Suzanne Mollet | Suzanne Mollet | | | | | Charles Mollet (mort en 1693) jardinier au Louvre                     | Charles Mollet (mort en 1693) jardinier au Louvre                     | Charles Mollet (mort en 1693) jardinier au Louvre                     | Charles Mollet (mort en 1693) jardinier au Louvre                     | Charles Mollet (mort en 1693) jardinier au Louvre                     | Charles Mollet (mort en 1693) jardinier au Louvre                     |                                                                   |                                                                   |                                                                   |                                                                   |                                                                   |                                                                   | Gabriel Mollet (mort vers 1662) assiste son oncle en Angleterre | Gabriel Mollet (mort vers 1662) assiste son oncle en Angleterre | Gabriel Mollet (mort vers 1662) assiste son oncle en Angleterre | Gabriel Mollet (mort vers 1662) assiste son oncle en Angleterre | Gabriel Mollet (mort vers 1662) assiste son oncle en Angleterre | Gabriel Mollet (mort vers 1662) assiste son oncle en Angleterre |                                 |                                 |  |  | Jean 2 Mollet Jardinier, succède à son père en Suède                                   | Jean 2 Mollet Jardinier, succède à son père en Suède                                   | Jean 2 Mollet Jardinier, succède à son père en Suède                                   | Jean 2 Mollet Jardinier, succède à son père en Suède                                   | Jean 2 Mollet Jardinier, succède à son père en Suède                                   | Jean 2 Mollet Jardinier, succède à son père en Suède                                   |  |  |  |  |                                                           |                                                           |                                                           |                                                           |                                                           |                                                           |                                                                  |                                                                  |                                                                  |                                                                  |                                                                  |                                                                  |  |  |  |  |  |  |  |  |  |  |                              |                              |                              |                              |                              |                              |  |  |  |  |  |  |
|  |  |  |  |                                                                       |                                                                       |                                                                       |                                                                       | | | | | | |                                                                       |                                                                       |                                                                       |                                                                       |                                                                       |                                                                       |                                                                   |                                                                   |                                                                   |                                                                   |                                                                   |                                                                   |                                                                 |                                                                 |                                                                 |                                                                 |                                                                 |                                                                 |                                 |                                 |  |  |                                                                                        |                                                                                        |                                                                                        |                                                                                        |                                                                                        |                                                                                        |  |  |  |  |                                                           |                                                           |                                                           |                                                           |                                                           |                                                           |                                                                  |                                                                  |                                                                  |                                                                  |                                                                  |                                                                  |  |  |  |  |  |  |  |  |  |  |                              |                              |                              |                              |                              |                              |  |  |  |  |  |  |
|  |  |  |  | Armand Mollet (mort en 1742)                                          | Armand Mollet (mort en 1742)                                          | Armand Mollet (mort en 1742)                                          | Armand Mollet (mort en 1742)                                          | Armand Mollet (mort en 1742)                                                                                            | Armand Mollet (mort en 1742)                                                                                            | | | | | Armand Claude Mollet dessinateur des jardins du roi Architecte du roi | Armand Claude Mollet dessinateur des jardins du roi Architecte du roi | Armand Claude Mollet dessinateur des jardins du roi Architecte du roi | Armand Claude Mollet dessinateur des jardins du roi Architecte du roi | Armand Claude Mollet dessinateur des jardins du roi Architecte du roi | Armand Claude Mollet dessinateur des jardins du roi Architecte du roi |                                                                   |                                                                   |                                                                   |                                                                   |                                                                   |                                                                   | Armand-Louis Mollet                                             | Armand-Louis Mollet                                             | Armand-Louis Mollet                                             | Armand-Louis Mollet                                             | Armand-Louis Mollet                                             | Armand-Louis Mollet                                             |                                 |                                 |  |  | Jean-François Mollet Jardinier du roi au Petit jardin de la Reine au Louvre            | Jean-François Mollet Jardinier du roi au Petit jardin de la Reine au Louvre            | Jean-François Mollet Jardinier du roi au Petit jardin de la Reine au Louvre            | Jean-François Mollet Jardinier du roi au Petit jardin de la Reine au Louvre            | Jean-François Mollet Jardinier du roi au Petit jardin de la Reine au Louvre            | Jean-François Mollet Jardinier du roi au Petit jardin de la Reine au Louvre            |  |  |  |  |                                                           |                                                           |                                                           |                                                           |                                                           |                                                           |                                                                  |                                                                  |                                                                  |                                                                  |                                                                  |                                                                  |  |  |  |  |  |  |  |  |  |  |                              |                              |                              |                              |                              |                              |  |  |  |  |  |  |
|  |  |  |  | Armand Mollet (mort en 1742)                                          | Armand Mollet (mort en 1742)                                          | Armand Mollet (mort en 1742)                                          | Armand Mollet (mort en 1742)                                          | Armand Mollet (mort en 1742)                                                                                            | Armand Mollet (mort en 1742)                                                                                            | | | | | Armand Claude Mollet dessinateur des jardins du roi Architecte du roi | Armand Claude Mollet dessinateur des jardins du roi Architecte du roi | Armand Claude Mollet dessinateur des jardins du roi Architecte du roi | Armand Claude Mollet dessinateur des jardins du roi Architecte du roi | Armand Claude Mollet dessinateur des jardins du roi Architecte du roi | Armand Claude Mollet dessinateur des jardins du roi Architecte du roi |                                                                   |                                                                   |                                                                   |                                                                   |                                                                   |                                                                   | Armand-Louis Mollet                                             | Armand-Louis Mollet                                             | Armand-Louis Mollet                                             | Armand-Louis Mollet                                             | Armand-Louis Mollet                                             | Armand-Louis Mollet                                             |                                 |                                 |  |  | Jean-François Mollet Jardinier du roi au Petit jardin de la Reine au Louvre            | Jean-François Mollet Jardinier du roi au Petit jardin de la Reine au Louvre            | Jean-François Mollet Jardinier du roi au Petit jardin de la Reine au Louvre            | Jean-François Mollet Jardinier du roi au Petit jardin de la Reine au Louvre            | Jean-François Mollet Jardinier du roi au Petit jardin de la Reine au Louvre            | Jean-François Mollet Jardinier du roi au Petit jardin de la Reine au Louvre            |  |  |  |  |                                                           |                                                           |                                                           |                                                           |                                                           |                                                           |                                                                  |                                                                  |                                                                  |                                                                  |                                                                  |                                                                  |  |  |  |  |  |  |  |  |  |  |                              |                              |                              |                              |                              |                              |  |  |  |  |  |  |
|  |  |  |  |                                                                       |                                                                       |                                                                       |                                                                       | | | | | | |                                                                       |                                                                       |                                                                       |                                                                       |                                                                       |                                                                       |                                                                   |                                                                   |                                                                   |                                                                   |                                                                   |                                                                   |                                                                 |                                                                 |                                                                 |                                                                 |                                                                 |                                                                 |                                 |                                 |  |  |                                                                                        |                                                                                        |                                                                                        |                                                                                        |                                                                                        |                                                                                        |  |  |  |  |                                                           |                                                           |                                                           |                                                           |                                                           |                                                           |                                                                  |                                                                  |                                                                  |                                                                  |                                                                  |                                                                  |  |  |  |  |  |  |  |  |  |  |                              |                              |                              |                              |                              |                              |  |  |  |  |  |  |
|  |  |  |  | André-Armand Mollet (vers 1692-fin 1719/début 1720) Architecte du roi | André-Armand Mollet (vers 1692-fin 1719/début 1720) Architecte du roi | André-Armand Mollet (vers 1692-fin 1719/début 1720) Architecte du roi | André-Armand Mollet (vers 1692-fin 1719/début 1720) Architecte du roi | André-Armand Mollet (vers 1692-fin 1719/début 1720) Architecte du roi                                                   | André-Armand Mollet (vers 1692-fin 1719/début 1720) Architecte du roi                                                   | | | | | Louis-François Mollet (1695-1757) Architecte du roi                   | Louis-François Mollet (1695-1757) Architecte du roi                   | Louis-François Mollet (1695-1757) Architecte du roi                   | Louis-François Mollet (1695-1757) Architecte du roi                   | Louis-François Mollet (1695-1757) Architecte du roi                   | Louis-François Mollet (1695-1757) Architecte du roi                   |                                                                   |                                                                   |                                                                   |                                                                   |                                                                   |                                                                   | Armand-Robert Mollet Écuyer Abbé                                | Armand-Robert Mollet Écuyer Abbé                                | Armand-Robert Mollet Écuyer Abbé                                | Armand-Robert Mollet Écuyer Abbé                                | Armand-Robert Mollet Écuyer Abbé                                | Armand-Robert Mollet Écuyer Abbé                                |                                 |                                 |  |  | Nicolas de Mollet (mort en 1769) écuyer, bachelier en théologie de la faculté de Paris | Nicolas de Mollet (mort en 1769) écuyer, bachelier en théologie de la faculté de Paris | Nicolas de Mollet (mort en 1769) écuyer, bachelier en théologie de la faculté de Paris | Nicolas de Mollet (mort en 1769) écuyer, bachelier en théologie de la faculté de Paris | Nicolas de Mollet (mort en 1769) écuyer, bachelier en théologie de la faculté de Paris | Nicolas de Mollet (mort en 1769) écuyer, bachelier en théologie de la faculté de Paris |  |  |  |  | Mathieu Mollet (1705-an IV) Écuyer, gentilhomme ordinaire | Mathieu Mollet (1705-an IV) Écuyer, gentilhomme ordinaire | Mathieu Mollet (1705-an IV) Écuyer, gentilhomme ordinaire | Mathieu Mollet (1705-an IV) Écuyer, gentilhomme ordinaire | Mathieu Mollet (1705-an IV) Écuyer, gentilhomme ordinaire | Mathieu Mollet (1705-an IV) Écuyer, gentilhomme ordinaire |                                                                  |                                                                  |                                                                  |                                                                  |                                                                  |                                                                  |  |  |  |  |  |  |  |  |  |  |                              |                              |                              |                              |                              |                              |  |  |  |  |  |  |
|  |  |  |  | André-Armand Mollet (vers 1692-fin 1719/début 1720) Architecte du roi | André-Armand Mollet (vers 1692-fin 1719/début 1720) Architecte du roi | André-Armand Mollet (vers 1692-fin 1719/début 1720) Architecte du roi | André-Armand Mollet (vers 1692-fin 1719/début 1720) Architecte du roi | André-Armand Mollet (vers 1692-fin 1719/début 1720) Architecte du roi                                                   | André-Armand Mollet (vers 1692-fin 1719/début 1720) Architecte du roi                                                   | | | | | Louis-François Mollet (1695-1757) Architecte du roi                   | Louis-François Mollet (1695-1757) Architecte du roi                   | Louis-François Mollet (1695-1757) Architecte du roi                   | Louis-François Mollet (1695-1757) Architecte du roi                   | Louis-François Mollet (1695-1757) Architecte du roi                   | Louis-François Mollet (1695-1757) Architecte du roi                   |                                                                   |                                                                   |                                                                   |                                                                   |                                                                   |                                                                   | Armand-Robert Mollet Écuyer Abbé                                | Armand-Robert Mollet Écuyer Abbé                                | Armand-Robert Mollet Écuyer Abbé                                | Armand-Robert Mollet Écuyer Abbé                                | Armand-Robert Mollet Écuyer Abbé                                | Armand-Robert Mollet Écuyer Abbé                                |                                 |                                 |  |  | Nicolas de Mollet (mort en 1769) écuyer, bachelier en théologie de la faculté de Paris | Nicolas de Mollet (mort en 1769) écuyer, bachelier en théologie de la faculté de Paris | Nicolas de Mollet (mort en 1769) écuyer, bachelier en théologie de la faculté de Paris | Nicolas de Mollet (mort en 1769) écuyer, bachelier en théologie de la faculté de Paris | Nicolas de Mollet (mort en 1769) écuyer, bachelier en théologie de la faculté de Paris | Nicolas de Mollet (mort en 1769) écuyer, bachelier en théologie de la faculté de Paris |  |  |  |  | Mathieu Mollet (1705-an IV) Écuyer, gentilhomme ordinaire | Mathieu Mollet (1705-an IV) Écuyer, gentilhomme ordinaire | Mathieu Mollet (1705-an IV) Écuyer, gentilhomme ordinaire | Mathieu Mollet (1705-an IV) Écuyer, gentilhomme ordinaire | Mathieu Mollet (1705-an IV) Écuyer, gentilhomme ordinaire | Mathieu Mollet (1705-an IV) Écuyer, gentilhomme ordinaire |                                                                  |                                                                  |                                                                  |                                                                  |                                                                  |                                                                  |  |  |  |  |  |  |  |  |  |  |                              |                              |                              |                              |                              |                              |  |  |  |  |  |  |
|  |  |  |  |                                                                       |                                                                       |                                                                       |                                                                       | | | | | | |                                                                       |                                                                       |                                                                       |                                                                       |                                                                       |                                                                       |                                                                   |                                                                   |                                                                   |                                                                   |                                                                   |                                                                   |                                                                 |                                                                 |                                                                 |                                                                 |                                                                 |                                                                 |                                 |                                 |  |  |                                                                                        |                                                                                        |                                                                                        |                                                                                        |                                                                                        |                                                                                        |  |  |  |  |                                                           |                                                           |                                                           |                                                           |                                                           |                                                           |                                                                  |                                                                  |                                                                  |                                                                  |                                                                  |                                                                  |  |  |  |  |  |  |  |  |  |  |                              |                              |                              |                              |                              |                              |  |  |  |  |  |  |
|  |  |  |  |                                                                       |                                                                       |                                                                       |                                                                       | Armand-Louis de Mollet (mort après 1778) Écuyer, contrôleur général des bâtiments du roi au château de Monceaux en 1758 | Armand-Louis de Mollet (mort après 1778) Écuyer, contrôleur général des bâtiments du roi au château de Monceaux en 1758 | Armand-Louis de Mollet (mort après 1778) Écuyer, contrôleur général des bâtiments du roi au château de Monceaux en 1758 | Armand-Louis de Mollet (mort après 1778) Écuyer, contrôleur général des bâtiments du roi au château de Monceaux en 1758 | Armand-Louis de Mollet (mort après 1778) Écuyer, contrôleur général des bâtiments du roi au château de Monceaux en 1758 | Armand-Louis de Mollet (mort après 1778) Écuyer, contrôleur général des bâtiments du roi au château de Monceaux en 1758 |                                                                       |                                                                       |                                                                       |                                                                       |                                                                       |                                                                       | Jeanne-Marguerite de Mollet                                       | Jeanne-Marguerite de Mollet                                       | Jeanne-Marguerite de Mollet                                       | Jeanne-Marguerite de Mollet                                       | Jeanne-Marguerite de Mollet                                       | Jeanne-Marguerite de Mollet                                       |                                                                 |                                                                 | Adrien-David Gohier de Valcourt                                 | Adrien-David Gohier de Valcourt                                 | Adrien-David Gohier de Valcourt                                 | Adrien-David Gohier de Valcourt                                 | Adrien-David Gohier de Valcourt | Adrien-David Gohier de Valcourt |  |  |                                                                                        |                                                                                        |                                                                                        |                                                                                        |                                                                                        |                                                                                        |  |  |  |  |                                                           |                                                           |                                                           |                                                           |                                                           |                                                           |                                                                  |                                                                  |                                                                  |                                                                  |                                                                  |                                                                  |  |  |  |  |  |  |  |  |  |  |                              |                              |                              |                              |                              |                              |  |  |  |  |  |  |
|  |  |  |  |                                                                       |                                                                       |                                                                       |                                                                       | Armand-Louis de Mollet (mort après 1778) Écuyer, contrôleur général des bâtiments du roi au château de Monceaux en 1758 | Armand-Louis de Mollet (mort après 1778) Écuyer, contrôleur général des bâtiments du roi au château de Monceaux en 1758 | Armand-Louis de Mollet (mort après 1778) Écuyer, contrôleur général des bâtiments du roi au château de Monceaux en 1758 | Armand-Louis de Mollet (mort après 1778) Écuyer, contrôleur général des bâtiments du roi au château de Monceaux en 1758 | Armand-Louis de Mollet (mort après 1778) Écuyer, contrôleur général des bâtiments du roi au château de Monceaux en 1758 | Armand-Louis de Mollet (mort après 1778) Écuyer, contrôleur général des bâtiments du roi au château de Monceaux en 1758 |                                                                       |                                                                       |                                                                       |                                                                       |                                                                       |                                                                       | Jeanne-Marguerite de Mollet                                       | Jeanne-Marguerite de Mollet                                       | Jeanne-Marguerite de Mollet                                       | Jeanne-Marguerite de Mollet                                       | Jeanne-Marguerite de Mollet                                       | Jeanne-Marguerite de Mollet                                       |                                                                 |                                                                 | Adrien-David Gohier de Valcourt                                 | Adrien-David Gohier de Valcourt                                 | Adrien-David Gohier de Valcourt                                 | Adrien-David Gohier de Valcourt                                 | Adrien-David Gohier de Valcourt | Adrien-David Gohier de Valcourt |  |  |                                                                                        |                                                                                        |                                                                                        |                                                                                        |                                                                                        |                                                                                        |  |  |  |  |                                                           |                                                           |                                                           |                                                           |                                                           |                                                           |                                                                  |                                                                  |                                                                  |                                                                  |                                                                  |                                                                  |  |  |  |  |  |  |  |  |  |  |                              |                              |                              |                              |                              |                              |  |  |  |  |  |  |
|  |  |  |  |                                                                       |                                                                       |                                                                       |                                                                       | | | | | | |                                                                       |                                                                       |                                                                       |                                                                       |                                                                       |                                                                       |                                                                   |                                                                   |                                                                   |                                                                   |                                                                   |                                                                   |                                                                 |                                                                 |                                                                 |                                                                 |                                                                 |                                                                 |                                 |                                 |  |  |                                                                                        |                                                                                        |                                                                                        |                                                                                        |                                                                                        |                                                                                        |  |  |  |  |                                                           |                                                           |                                                           |                                                           |                                                           |                                                           |                                                                  |                                                                  |                                                                  |                                                                  |                                                                  |                                                                  |  |  |  |  |  |  |  |  |  |  |                              |                              |                              |                              |                              |                              |  |  |  |  |  |  |
|  |  |  |  |                                                                       |                                                                       |                                                                       |                                                                       | Bernard-Claude de Mollet contrôleur général des bâtiments, jardins, arts et manufactures de France                      | Bernard-Claude de Mollet contrôleur général des bâtiments, jardins, arts et manufactures de France                      | Bernard-Claude de Mollet contrôleur général des bâtiments, jardins, arts et manufactures de France                      | Bernard-Claude de Mollet contrôleur général des bâtiments, jardins, arts et manufactures de France                      | Bernard-Claude de Mollet contrôleur général des bâtiments, jardins, arts et manufactures de France                      | Bernard-Claude de Mollet contrôleur général des bâtiments, jardins, arts et manufactures de France                      |                                                                       |                                                                       |                                                                       |                                                                       |                                                                       |                                                                       |                                                                   |                                                                   |                                                                   |                                                                   | Adrienne-Thérèse Gohier de Valcourt                               | Adrienne-Thérèse Gohier de Valcourt                               | Adrienne-Thérèse Gohier de Valcourt                             | Adrienne-Thérèse Gohier de Valcourt                             | Adrienne-Thérèse Gohier de Valcourt                             | Adrienne-Thérèse Gohier de Valcourt                             |                                                                 |                                                                 |                                 |                                 |  |  |                                                                                        |                                                                                        |                                                                                        |                                                                                        |                                                                                        |                                                                                        |  |  |  |  |                                                           |                                                           |                                                           |                                                           |                                                           |                                                           |                                                                  |                                                                  |                                                                  |                                                                  |                                                                  |                                                                  |  |  |  |  |  |  |  |  |  |  |                              |                              |                              |                              |                              |                              |  |  |  |  |  |  |
|  |  |  |  |                                                                       |                                                                       |                                                                       |                                                                       | Bernard-Claude de Mollet contrôleur général des bâtiments, jardins, arts et manufactures de France                      | Bernard-Claude de Mollet contrôleur général des bâtiments, jardins, arts et manufactures de France                      | Bernard-Claude de Mollet contrôleur général des bâtiments, jardins, arts et manufactures de France                      | Bernard-Claude de Mollet contrôleur général des bâtiments, jardins, arts et manufactures de France                      | Bernard-Claude de Mollet contrôleur général des bâtiments, jardins, arts et manufactures de France                      | Bernard-Claude de Mollet contrôleur général des bâtiments, jardins, arts et manufactures de France                      |                                                                       |                                                                       |                                                                       |                                                                       |                                                                       |                                                                       |                                                                   |                                                                   |                                                                   |                                                                   | Adrienne-Thérèse Gohier de Valcourt                               | Adrienne-Thérèse Gohier de Valcourt                               | Adrienne-Thérèse Gohier de Valcourt                             | Adrienne-Thérèse Gohier de Valcourt                             | Adrienne-Thérèse Gohier de Valcourt                             | Adrienne-Thérèse Gohier de Valcourt                             |                                                                 |                                                                 |                                 |                                 |  |  |                                                                                        |                                                                                        |                                                                                        |                                                                                        |                                                                                        |                                                                                        |  |  |  |  |                                                           |                                                           |                                                           |                                                           |                                                           |                                                           |                                                                  |                                                                  |                                                                  |                                                                  |                                                                  |                                                                  |  |  |  |  |  |  |  |  |  |  |                              |                              |                              |                              |                              |                              |  |  |  |  |  |  |
|  |  |  |  |                                                                       |                                                                       |                                                                       |                                                                       | Louis Mollet mort en 1810 contrôleur général des bâtiments du roi                                                       | | | | | |                                                                       |                                                                       |                                                                       |                                                                       |                                                                       |                                                                       |                                                                   |                                                                   |                                                                   |                                                                   |                                                                   |                                                                   |                                                                 |                                                                 |                                                                 |                                                                 |                                                                 |                                                                 |                                 |                                 |  |  |                                                                                        |                                                                                        |                                                                                        |                                                                                        |                                                                                        |                                                                                        |  |  |  |  |                                                           |                                                           |                                                           |                                                           |                                                           |                                                           |                                                                  |                                                                  |                                                                  |                                                                  |                                                                  |                                                                  |  |  |  |  |  |  |  |  |  |  |                              |                              |                              |                              |                              |                              |  |  |  |  |  |  |